# Paranthrene robiniae
Paranthrene robiniae is een vlinder uit de familie wespvlinders (Sesiidae), onderfamilie Sesiinae.
Paranthrene robiniae is voor het eerst wetenschappelijk beschreven door Edwards in 1880. De soort komt voor in het Nearctisch gebieden het  Neotropisch gebied.